# Малумник (Долж)
Малумник (рум. Malumnic) насеље је у Румунији у округу Долж у општини Арђетоаја. Oпштина се налази на надморској висини од 262 m.

## Становништво
Према подацима из 2002. године у насељу је живело 124 становника, од којих су сви румунске националности.